# مونیکا سلش
مونیکا سلش ([Monika Seleš, Моника Селеш] Error: {{Lang-xx}}: متن دارای نشانه‌گذاری ایتالیک است (راهنما)؛ زاده ۲ دسامبر ۱۹۷۳) یک تنیس‌باز زن اهل ایالات متحده آمریکا است. در سال 1993 در حین مسابقه مورد سوقصد قرار گرفت.